# Erwin Muff
Erwin Muff, né le 1er juin 1935 à Sulz et mort le 27 juin 2019 à Willisau (originaire des mêmes lieux), est un ingénieur agronome et personnalité politique suisse, membre du Parti radical-démocratique.

## Biographie
Le père d'Erwin Muff, Erwin Bernhard, est agriculteur et député au Grand Conseil du canton de Lucerne. Erwin Muff étudie l'agronomie à l'École polytechnique fédérale de Zurich (1957-1961) et enseigne ensuite à l'École d'agriculture de Willisau.
Membre du Parti radical-démocratique, il entre à son tour au Grand Conseil en 1967. Il n'y reste que quatre ans, car il est élu au Conseil national en 1971. Parallèlement à ces fonctions parlementaires aux niveaux cantonal et fédéral, il est président de la commune de Willisau de 1968 à 1981. En 1981, il est élu au Conseil d'État, l'exécutif du canton de Lucerne, et il abandonne alors son mandat de conseiller national et la mairie de Willisau. Au Conseil d'État, il succède à son collègue de parti démissionnaire Peter Knüsel. Il reste au Conseil d'État jusqu'en 1995.
Après la fin de son parcours politique, il préside les conseils d'administration d'Auto AG Holding de 1995 à 2002 et des Forces motrices de Suisse centrale de 1997 à 2002.